# Isola Su Cardolinu
L'isola Su Cardolinu è un'isola dell'Italia, in Sardegna.
Amministrativamente appartiene a Domus de Maria, comune italiano della città metropolitana di Cagliari.